# Ichneumon natoliae
Ichneumon natoliae là một loài tò vò trong họ Ichneumonidae.